# وقتی حرف می‌زنی دهنت رو ببند!
وقتی حرف می‌زنی دهنت رو ببند! یا وقتی حرف می‌زنی، خفه شو! (فرانسوی: Tais Toi Quand Tu Parles‎؛ ‏ ایتالیایی: Zitto quando parli) یک فیلم کمدی فرانسوی به کارگردانی فیلیپ کلر محصول سال ۱۹۸۲ است.

## بازیگران
- آلدو ماچونه
- ادویژ فنش
- ژاک فرانسوا
- فیلیپ نیکو
- دومینیک زاردی
- ژان-کلود میشل
- کلمان هراری